# Імла

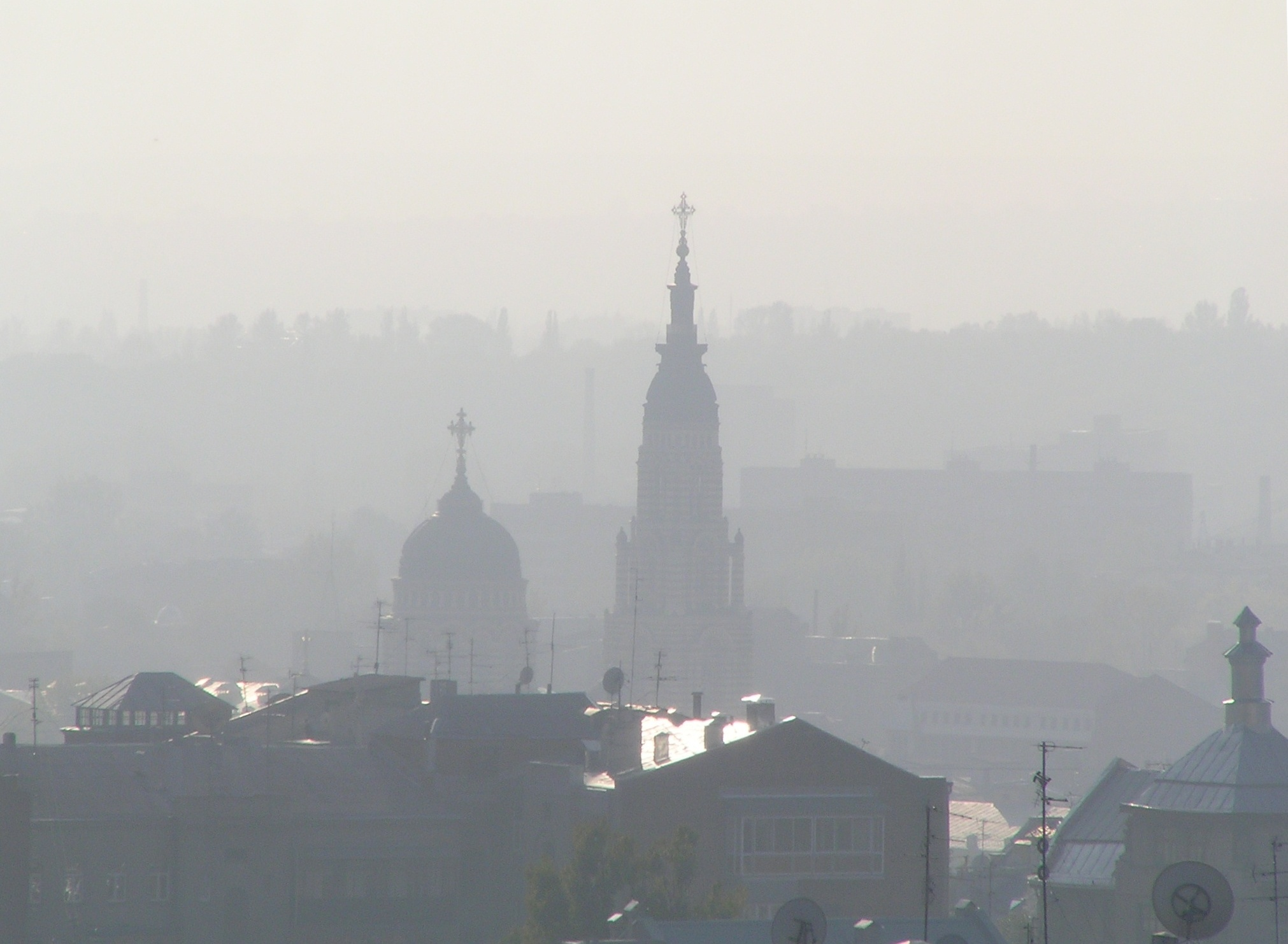
Благовіщенський кафедральний собор у Харкові в імлі

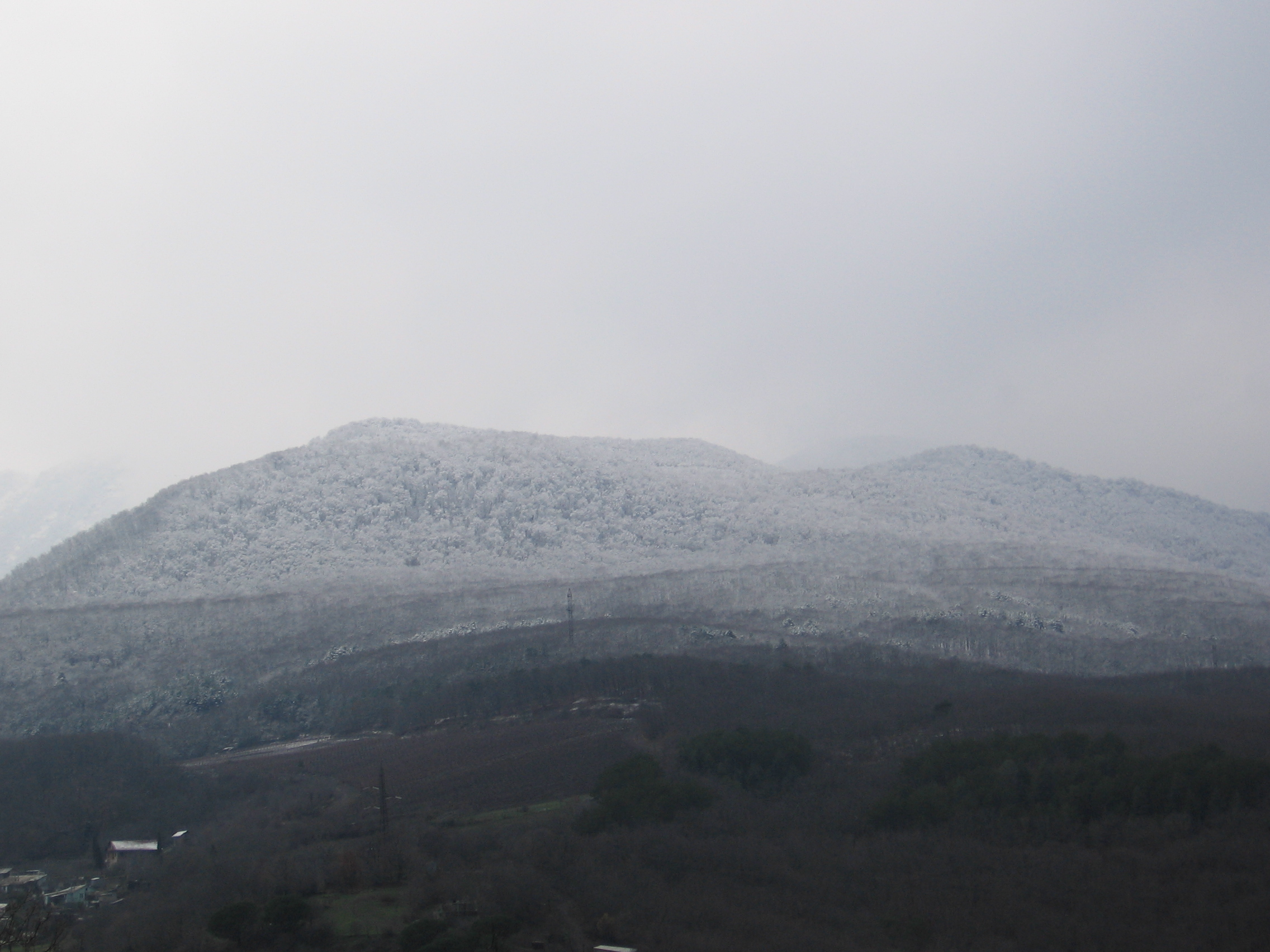
Імла в Кримських горах.

Імла́ — скаламучення повітря внаслідок присутності продуктів конденсації водяної пари (краплин вологи, кристалів льоду), підвішених частинок пилу, диму, гарі. Видимість становить від 1 до 9 км.
У хімії атмосфери — якісний термін, що стосується суспензії крапельок у газі. Зменшує видимість менше, ніж туман, але більше, ніж серпанок (димка). Характеризується видимістю меншою, ніж 2 км, але більшою, ніж 1 км.